# Омельченко Роман Петрович
Рома́н Петро́вич Оме́льченко (нар. 1982) — український військовослужбовець, полковник Національної гвардії України, учасник російсько-української війни.

## Життєпис
Народився 1982 року в місті Канів. Старший брат також був військовослужбовцем. 2005 року закінчив філологічний факультет Військового інституту внутрішніх військ МВС України, за спеціальністю «Військовий перекладач». Ще бувши курсантом, під час Помаранчевої революції виїздив на Майдан.
Протягом 2005—2013 років проходив службу з конвоювання у військовій частині 3026 (Запоріжжя). Проходив навчання в Туреччині у межах проєкту НАТО. Перебував 40 днів в Італії — їздив по обміну досвідом з миротворчими підрозділами. 2011 року в СІЗО спецконтингент напав на караул; Омельченко тоді був т.в.о. командира частини, спроба нападу на вартового була відбита.
В серпні 2013 року призначений на посаду командира третього патрульного батальйону військової частини 3033 в Бердянську. Кінцем 2013-го перебував у відпустці; по телевізору побачив сутички протестуючих з «Барсом». Сам викликався та очолив групу військових з Бердянська. 1 грудня 2013-го в складі групи з 54-х чоловік вирушив на Київ. Стояв в очепленні з кийком і щитом, зазнав атак із запальювальною сумішшю та обкидання камінням.
2014 року закінчив навчання в Національній академії Нацгвардії України.
Був з особовим складом в зоні боїв протягом 2014—2015 років. Підрозділ перебував в Олексіївці, Успенці, Амвросіївці, Талаківці. В Успенці і Олексіївці брав участь в бойових діях. В Талаківці здійснювали бойові чергування. В Олексіївці зазнав мінометної атаки на блокост.
Станом на березень 2015 року — командир третого патрульного батальйону військової частини 3033 Нацгвардії України.
Станом на березень 2019 року — начальник відділу, Головне управління Національної гвардії України. Проживає у місті Київ з дружиною Оленою та сином Макаром.

## Нагороди та вшанування
- Указом Президента України № 741/2019 від 10 жовтня 2019 року за «особисту мужність і самовіддані дії, виявлені у захисті державного суверенітету та територіальної цілісності України» нагороджений орденом Данила Галицького[2].